# 南九戸郡

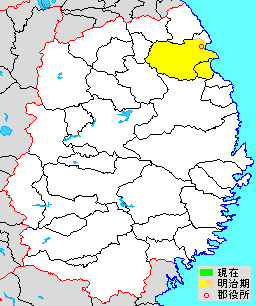
岩手県南九戸郡の範囲

南九戸郡（みなみくのへぐん）は、岩手県にあった郡。

## 郡域
明治12年（1879年）に行政区画として発足した当時の郡域は、九戸郡野田村および久慈市の大部分（侍浜町を除く）にあたる。

## 歴史

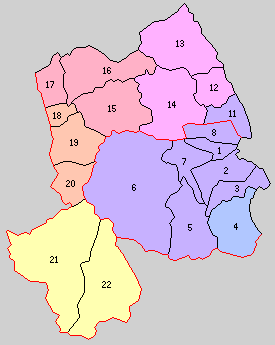
1.久慈町 2.長内村 3.宇部村 4.野田村 5.山根村 6.山形村 7.大川目村 8.夏井村（紫：久慈市 青：合併なし 11 - 22は北九戸郡）

- 明治12年（1879年）1月4日 - 九戸郡（第1次）が分割し、大川目村ほか27村の区域をもって南九戸郡が発足。南九戸郡役所が大川目村に設置される。（27村）

霜畑村、小国村、日野沢村、川井村、繋村、荷軽部村、戸呂町村、小久慈村、夏井村、早坂村、閉伊口村、鳥谷村、黒沼村、大崎村、門前村、長久寺村、長内村、大川目村、野田村、玉川村、宇部村、端神村、細野村、深田村、木売内村、下戸鎖村、上戸鎖村
- 明治13年（1880年）10月 - 北九戸郡役所の廃止に伴い、南九戸郡役所が南北九戸役所となる[1]。
- 明治17年（1884年） - 大川目村が上大川目村・下大川目村に分村。（28村）
- 明治22年（1889年）4月1日 - 町村制の施行により、以下の町村が発足。特記以外は全域が現・久慈市。（1町7村） 
  - 久慈町 ← 下大川目村、門前村、長久寺村、長内村［一部[2]］
  - 長内村 ← 小久慈村、長内村［一部[2]を除く］
  - 宇部村（単独村制）
  - 野田村 ← 野田村、玉川村（現存）
  - 山根村 ← 上戸鎖村、下戸鎖村、木売内村、端神村、深田村、細野村
  - 山形村 ← 小国村、川井村、霜畑村、戸呂町村、荷軽部村、日野沢村、繋村［[3]を除く］
  - 大川目村 ← 上大川目村、繋村［一部[3]］
  - 夏井村 ← 夏井村、大崎村、黒沼村、鳥谷村、早坂村、閉伊口村
- 明治30年（1897年）4月1日 - 南九戸郡が廃止され、南九戸郡・北九戸郡の区域をもって九戸郡（第2次）が発足[4]。同日郡制施行。

## 行政
歴代郡長
| 代 | 氏名 | 就任年月日               | 退任年月日                | 備考                               |
| -- | ---- | ------------------------ | ------------------------- | ---------------------------------- |
| 1  |      | 明治12年（1879年）1月4日 |                           |                                    |
|    |      |                          | 明治30年（1897年）3月31日 | 北九戸郡との合併により南九戸郡廃止 |